# Metropolis (ville fictive)
Pour les articles homonymes, voir Metropolis.
Metropolis est une ville imaginaire qui est le lieu des aventures du super-héros Superman de DC Comics et qui figure pour la première fois dans Action Comics numéro 16, en 1939. Préalablement, en 1927, Fritz Lang avait imaginé une ville du même nom dans le film de science fiction éponyme Metropolis. Cette ville est traditionnellement représentée comme une métropole du Nord-Est des États-Unis, géographiquement proche de Gotham City, connue pour être le domaine de Batman et située dans l'État américain du New Jersey, voisin du Delaware où Metropolis est régulièrement localisée ces dernières années.
Le cocréateur de Superman, Joe Shuster, a imaginé Metropolis à partir de sa ville natale, Toronto au Canada, et de Cleveland (Ohio) aux États-Unis où il vivait et où il a rencontré Jerry Siegel. Néanmoins, Metropolis se rapproche beaucoup plus de New York que des autres villes susmentionnées.
La vraie ville nommée Metropolis, située dans l'Illinois, s'est proclamée « ville de Superman » et célèbre son « héros local » autant qu'elle le peut. Ainsi, on peut y découvrir une grande statue, un petit musée et un festival annuel consacrés au super-héros et même un journal nommé The Metropolis Planet, inspiré par The Daily Planet, le quotidien pour lequel travaille Clark Kent, alias Superman.

## Localisations
- Comme beaucoup des villes imaginaires de DC, la localisation de Metropolis a beaucoup varié au cours des années. Toutefois, elle est habituellement décrite comme une grande ville de la côte Est des États-Unis.

Beaucoup disent que Metropolis est une représentation de New York pendant la journée, tout comme Gotham City (ville de Batman) représente New York pendant la nuit. Cette comparaison est d'ailleurs attribuée à Frank Miller. Plus précisément encore, Dennis O'Neil dit que Metropolis ressemble à la partie de New York située en dessous de la 14e rue, et que Gotham City ressemble à la partie au-dessus de la 14e rue. Il ne s'agit que de comparaisons, car New York existe elle aussi dans l'Univers DC.
- Le jeu de rôle DC Universe, de Mayfair Games, situe Metropolis dans l'État du Delaware, ce que DC a déjà fait de temps à autre.

- Le comic paru en 2005 Countdown to Infinite Crisis place Metropolis dans l'État de New York.

- Dans la série télévisée Smallville, qui retrace les aventures du jeune Superman, Metropolis est localisée au Kansas ou dans un état voisin. Dans une interview, les créateurs de la série ont déclaré que la ville est située approximativement à 160 kilomètres de Smallville. Dans un épisode, on peut lire sur une lettre une adresse avec « Metropolis, KA » suggérant l'État du Kansas, même si le code exact de l'État est KS. Dans l'épisode Reunion (S06E05), Geoffrey (joué par Reece Thompson), un ami d'enfance de Lex Luthor et d'Oliver Queen, fait directement référence à Gotham : « Je dois retourner à Gotham de toute façon ».

- Dans les adaptations cinématographiques de Superman, ainsi que dans la série télévisée Lois and Clark: The New Adventures of Superman, Metropolis prend la place de New York puisqu'on peut y voir la statue de la Liberté ou le World Trade Center.

## Description
Au cours des années, le visage de Metropolis a beaucoup évolué. Toutefois, elle est toujours décrite comme une mégapole similaire à New York ou Chicago.
Une description plus précise de la ville est possible depuis la parution de Crisis on Infinite Earths et le travail de John Byrne sur Superman comme The World of Metropolis dans les années 1980. Metropolis y est présentée comme constituée de six quartiers, entourant « New Troy », une île comparable à Manhattan. L'immeuble du Daily Planet y est situé (dans Planet Square), tout comme la tour LexCorp, où se trouvent les bureaux de Lex Luthor.

### Principaux lieux
Les nouveaux mariés Clark Kent et Lois Lane habitent dans un appartement de New Troy, au 1938 Sullivan Lane. L'adresse habituelle de Clark Kent est le 344 Clinton Street, Appartement 3B, au centre de Metropolis.
New Troy est séparée des quartiers périphériques par la West River et la Hobb's River. Jimmy Olsen vit dans le quartier de Bakerline. Il existe aussi un quartier déshérité au nord-ouest de Metropolis, nommé Suicide Slum, célèbre pour les aventures du Guardian dans les années 1940.
Une statue de Superman est érigée dans Centennial Park, le plus grand parc de Metropolis.
WGBS-TV est la station de télévision de Metropolis, filiale de Galaxy Broadcasting System (GBS), filiale du conglomérat Galaxy Communications. Ses émissions les plus populaires sont The Midnight Show Starring Johnny Nevada (une version imaginaire du Tonight Show de NBC), avec Johnny Nevada en animateur comparable à Johnny Carson). Pendant les années 1970, Clark Kent et Lois Lane ont travaillé tous les deux pour WGBS (lorsque Galaxy Communications a racheté le Daily Planet en 1971). Clark travailla alors comme présentateur du journal télévisé du soir de WGBS (rejoint ensuite par Lana Lang comme coprésentatrice). John Byrne a préféré faire retourner les deux personnages principaux de la série au Daily Planet lorsqu'il reprit la Superman en main dans les années 1980.
Dans les comics Silver Age, un musée Superman était ouvert à Metropolis, en hommage au super-héros, gardien de la ville.
Les locaux principaux de S.T.A.R. Labs, un institut de recherche scientifique, sont situés à Metropolis.

### Forces de l'ordre
La police de Metropolis possède une unité spéciale, la Special Crimes Unit ou S.C.U., chargée de défendre la ville contre les super-vilains en l'absence de Superman. Cette unité était dirigée par Maggie Sawyer et Dan Turpin, qui maintiennent des contacts fréquents avec le super-héros. Ils ont été remplacés par le lieutenant Lupé Theresa Leocadio (apparue pour la première fois dans Adventures of Superman #625, avril 2004), une femme au caractère bien trempé qui fait des avances à Superman.
Maggie Sawyer a été transférée à Gotham City en tant que chef de la Major Crimes Unit et est désormais un des personnages principaux de la série Gotham Central.
L'inspecteur William Henderson est également un collaborateur régulier de Superman.

### Faits marquants
Au tournant du millénaire, Brainiac révéla qu'il avait placé un virus dormant dans les sauvegardes informatiques de LexCorp contre le bug de l'an 2000. Cela devait augmenter fortement ses capacités. En fait cela permit à Brainiac 13 d'arriver du DXIVe siècle. B-13 commença à transformer Metropolis dans sa version du LXIVe siècle, qu'il contrôlait apparemment. Quand il devint évident qu'il allait être vaincu par les efforts combinés de Luthor, Superman et de sa propre version passée (qui possédait le corps de la très jeune fille de Luthor, Lena), il donna le contrôle de la ville à Luthor en échange de Lena/Brainiac 2.5, qu'il força à l'aider à s'échapper.
À la fin du crossover Our Worlds At War, Brainiac 13 et Imperiex furent tous les deux expédiés dans le passé, devenant des éléments du Big Bang, et Brainiac 2.5 fut extirpé du corps de Lena, qui redevint une enfant, bien que les disques soient restés.
Dans Superman #200 (février 2004), Superman voyagea dans le futur et combattit Brainiac 12, apprenant que tout ce que Brainiac 13 avait fait dans le passé avait été fait pour s'assurer que les choses atteindraient le point où Brainiac 13 serait créé. La défaite de B-12 avant son augmentation annula apparemment les avancées technologiques apportées par B-13 à Metropolis.